# Slag bij Verona (249)
De Slag bij Verona vond plaats in september of oktober 249 tussen twee Romeinse legers, het ene stond werd geleid door keizer Philippus, het andere door de tegen-keizer Decius. De slag werd gewonnen door Decius.

## De veldslag
Nadat hij tot keizer was uitgeroepen, onderbrak Decius in allerijl zijn veldtocht tegen de Goten en trok op tegen Philippus. In Noord-Italië bij Verona trof hij leger van Philippus. Het leger van Philippus was weliswaar groter dan dat van zijn tegenstander, de soldaten van Decius hadden meer zelfvertrouwen vanwege de overwinningen van het afgelopen jaar. Vanaf het begin van de strijd sloeg de balans door ten gunste van Decius. In de gelederen van Philippus vond een grote slachting plaats en ook keizer Philippus sneuvelde tijdens de slag.